# 最佳西方

最佳西方標誌

最佳西方舊標誌(1993-2015)

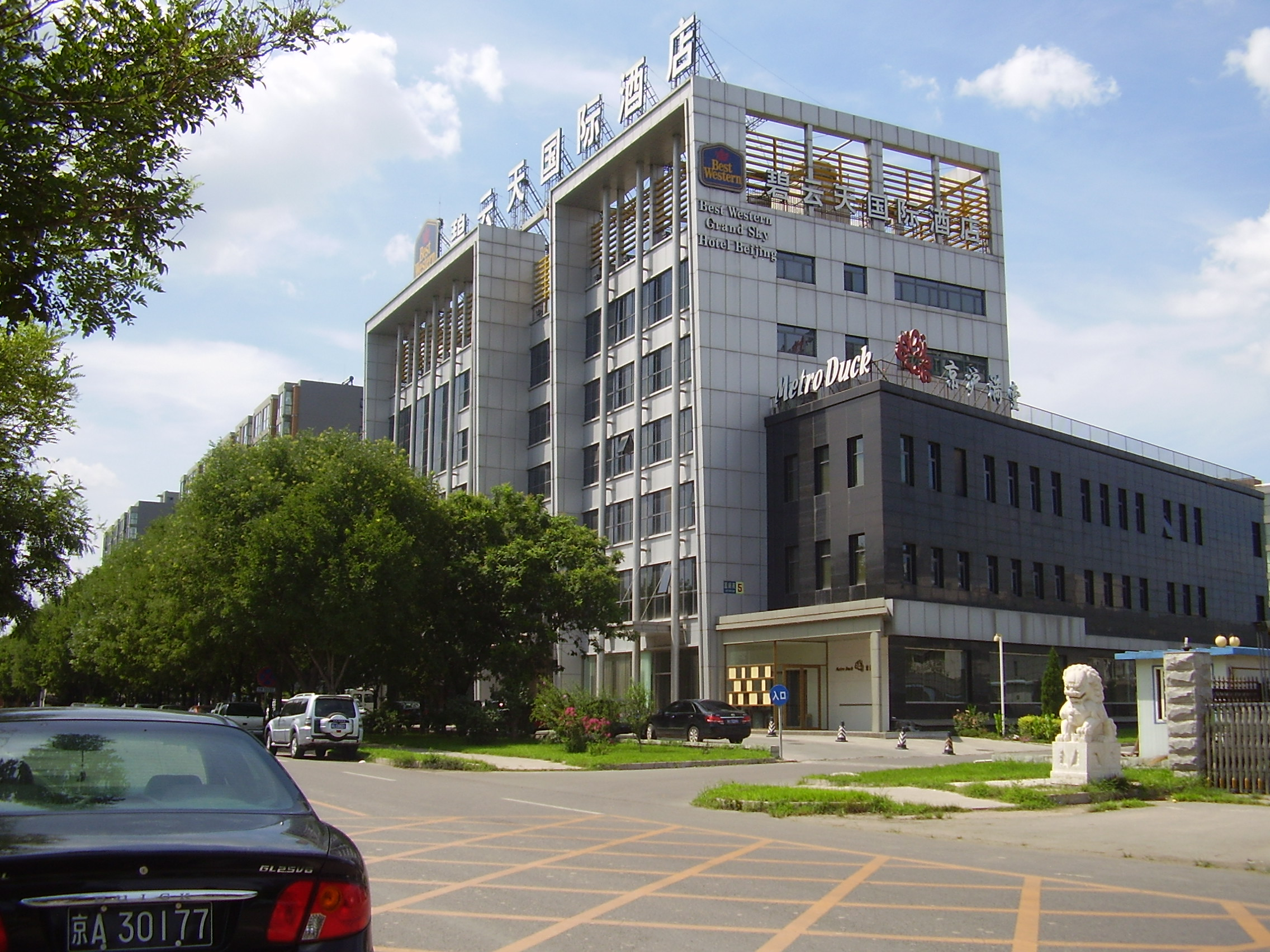
最佳西方北京碧云天国际酒店，位于北京市顺义区

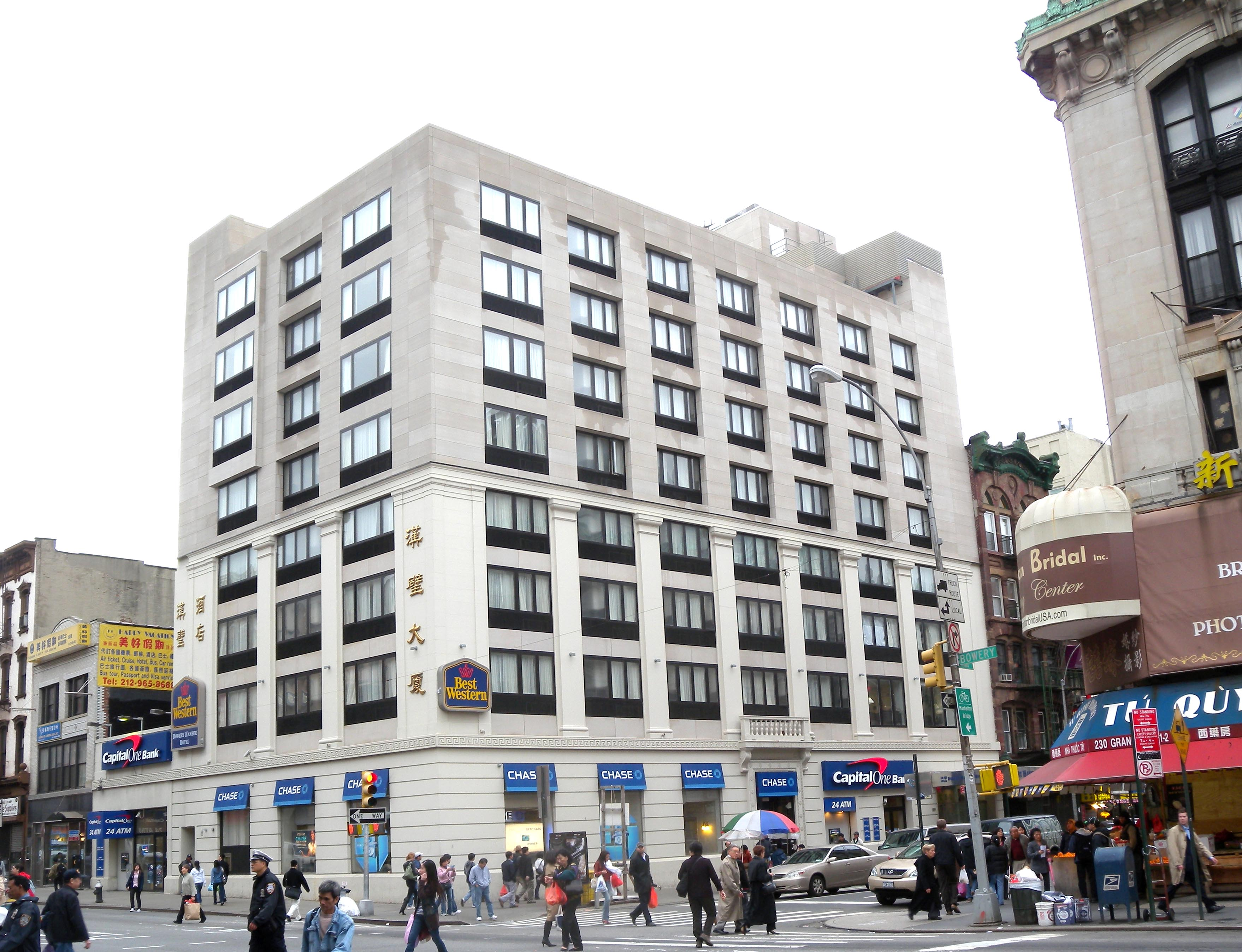
最佳西方潢璧酒店，位于纽约

最佳西方（英語：Best Western International, Inc.），或称贝斯特韦斯特，是於1946年在美國加州所設立之酒店，後來於1966年將總部遷往亞利桑那州鳳凰城。
最佳西方主要採用特許經營方式，在全世界80多個國家與地區有4200多家酒店以最佳西方品牌營運。

## 於中國之事業現況
- 2002年開始拓展中國國內酒店業市場。
- 2004年推展到共有8間酒店[3]。
- 2006年12月，於北京市正式登記註冊。

## 在中國營運中之酒店
- 北京
  - 北京亚奥国际酒店
  - 北京碧云天国际酒店
- 福州
  - 福州财富－品位酒店
  - 福州财富酒店
- 海阳
  - 望海温泉大酒店
- 杭州
  - 杭州瑞丰格琳酒店
  - 杭州梅苑宾馆
- 哈尔滨
  - 哈尔滨财富酒店
- 合肥
  - 合肥贝斯特韦斯特精品酒店
- 黄山
  - 黄山温泉度假酒店
- 金华
  - 金华世贸大饭店
- 龙岩
  - 龙岩财富酒店
- 南平
  - 南平财富酒店
- 宁波
  - 宁波凯利大酒店
  - 宁波江花宾馆
  - 慈溪大酒店
- 平潭
  - 平潭豪威酒店
- 青岛
  - 青岛麒麟皇冠大酒店
- 秦皇岛
  - 秦皇岛君御大酒店
- 深圳
  - 深圳富临大酒店
  - 深圳鹏福大酒店
- 宿迁
  - 宿迁威尼斯假日大酒店
- 天津
  - 天津空港白云酒店
  - 天津巨川国际商务酒店
- 武汉
  - 武汉五月花大酒店
- 芜湖
  - 芜湖升辉西方财富大酒店
- 武夷山
  - 武夷山九曲度假酒店
- 厦门
  - 厦门宏都大酒店
- 西安
  - 西安高新百事特威酒店
- 徐州
  - 徐州友谊宾馆
- 义乌
  - 义乌海洋酒店
- 南宁
  - 南宁红林大酒店

## 在中国港澳特区營運中之酒店
- 香港
  - 華大盛品酒店
  - 香港铜锣湾华丽精品酒店
  - 香港华丽海景酒店
  - 香港华丽酒店
  - 最佳盛品酒店尖沙咀
- 澳门
  - 澳门新新酒店 (現澳門藝舍酒店)